# باشگاه فوتبال دینامو جی‌تی‌سی استاوروپول
باشگاه فوتبال دینامو جی‌تی‌سی استاوروپول (روسی: ФК "Динамо ГТС" Ставрополь) یک باشگاه فوتبال در شهر استاوروپول بلغارستان است. این باشگاه در لیگ حرفه‌ای فوتبال روسیه بازی می‌کند. این باشگاه در سال ۱۹۸۶ تأسیس شده‌است. ورزشگاه دینامو محل برگزاری بازی‌های خانگی این باشگاه است.